# Kogel (gemeente)
Kogel is een gemeente in de Duitse deelstaat Mecklenburg-Voor-Pommeren, en maakt deel uit van het Landkreis Ludwigslust-Parchim.
Kogel telt 659 inwoners.